# 三和ホーム
三和ホーム株式会社（さんわホーム）は、かつて存在した日本の住宅メーカー。

## 歴史
- 1998年7月に和議を申請した。負債総額401億円[1]。

## 商品
カナディアン・ツーバイフォー住宅を主力としていた。

## CM出演タレント
- 江川卓（出演時期不明）
- 山本浩二（出演時期不明）
- 映画「マイ・ガール」（1991年から1992年にかけて）

## 提供番組
- 金子信雄の楽しい夕食（朝日放送）(金子信雄が死去する以前から最終回まで)
- 水曜グランドロマン→噂の!解禁スタジオ→火曜サスペンス劇場（日本テレビ）
- FNNスピーク（フジテレビ）